# Сварка серебра
Сва́рка серебра́ — сварка изделий из серебра и его сплавов.

## Особенности сварки
Сварки серебра и сплавов может проводится следующими методами: газовая сварка, аргонодуговая сварка неплавящимся электродом, сварка ковкой.
Особенность сварки серебра обусловлена его свойствами. В первую очередь это его высокая тепло- и электропроводность. Поэтому для сварки надо использовать концентрированные источники тепла и предварительный подогрев заготовок до 500—600 °С.
Значительный коэффициент теплового расширения серебра приводит к напряжениям в местах сварки и деформациям. Значительная жидкотекучесть серебра обуславливает необходимость выполнять работу по сварке в нижнем или наклонном положении.
В качестве присадочного материала используется присадочная проволока из раскисленного алюминия. Флюс готовится из этилового спирта с бурой и борной кислотой.

## Разнородная сварка
Серебро сваривается с алюминием и медью. Сварка со сталью затруднена — для этого используют специальные технологические приемы. Для сварки разнородных металлов используется сварка взрывом и рулонная холодная сварка.